# Aspilota ceylonica
Aspilota ceylonica är en stekelart som beskrevs av William Harris Ashmead 1904. Aspilota ceylonica ingår i släktet Aspilota och familjen bracksteklar. Inga underarter finns listade.